# Neuklosterholz
Neuklosterholz este o arie protejată (arie specială de conservare — SAC, sit de importanță comunitară — SCI) din Germania întinsă pe o suprafață de 240,64 ha, integral pe uscat.

## Localizare
Centrul sitului Neuklosterholz este situat la coordonatele 53°28′29″N 9°38′28″E / 53.4747°N 9.6411°E.

## Înființare
Situl Neuklosterholz a fost declarat sit de importanță comunitară în ianuarie 2005 pentru a proteja . Situl a fost protejat și ca arie specială de conservare în martie 2018.

## Biodiversitate
Situată în ecoregiunea atlantică, aria protejată conține 3 habitate naturale: Păduri de fag Luzulo-Fagetum, Păduri de fag Asperulo-Fagetum, Păduri aluvionare cu Alnus glutinosa și Fraxinus excelsior (Alno-Padion, Alnion incanae, Salicion albae).
La baza desemnării sitului se află un număr nedeclarat de specii protejate: